# Bally (Familie)

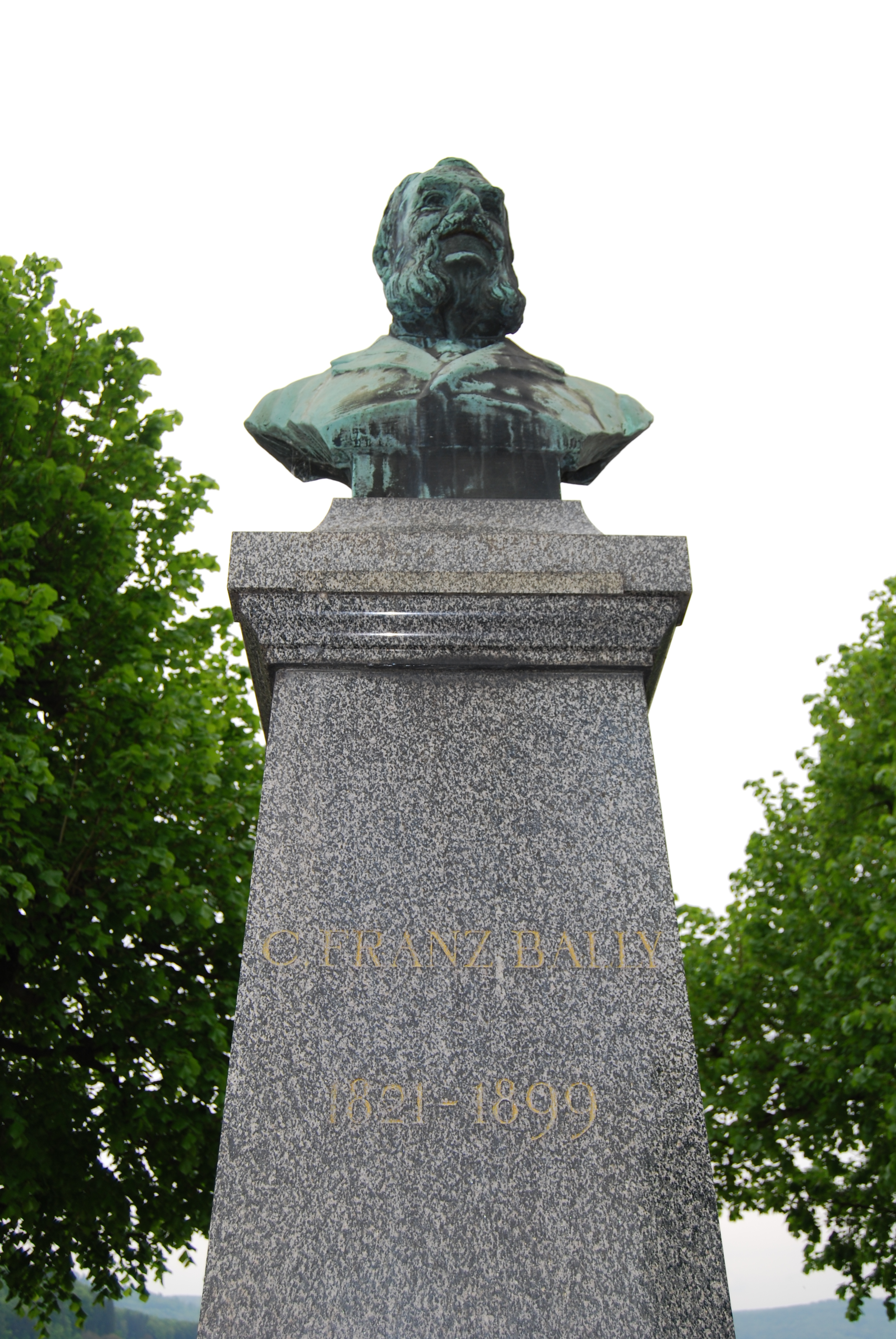
Denkmal für Carl Franz Bally in Schönenwerd

Die Familie Bally ist eine Industriellenfamilie aus Schönenwerd im Schweizer Kanton Solothurn. Zu ihren Unternehmen gehörte der grösste Schuhhersteller Europas «C. F. Bally».

## Geschichte
Im 15. Jahrhundert sind die Bally im Montafon nachweisbar. Ein Ratsmitglied (1466–1494) in Bludenz ist der älteste bekannte Vorfahre. Seine Nachkommen kamen über Tschagguns nach Übersaxen bei Feldkirch. Franz Ulrich Bally (1748–1810) ging im Frühling 1778 in die Schweiz, um sich als Maurer zu verdingen. Er fand Arbeit in der Bandfabrik des Aarauers Rudolf Meyer, der ihn im Herbst des Jahres zum Bleiben veranlasste. Bally nahm den Handel mit den Seidenbändern und Merceriewaren Meyers auf und zog als Wanderhändler von Dorf zu Dorf und besuchte Messen sowie Jahrmärkte. Er erhielt das Bürgerrecht von Rohr, liess sich jedoch in Schönenwerd nieder, wo er Magdalena Kuhn heiratete. Im kleinen «Haus im Holz» wuchsen elf Kinder auf, drei weitere starben als Kleinkinder.
Sein ältester Sohn Peter Bally (1783–1849) ging bei Meyer in Aarau in die Lehre. Er trat 1804 in die väterliche Handlung ein und übernahm auch Meyers Geschäft. Nach der Gründung des Deutschen Zollvereins eröffnete er 1836 eine Niederlassung im deutschen Säckingen. Um Schönenwerd beschäftigte er in den 1840er Jahren etwa 450 Heimarbeiter in der Band- und Hosenträgerfabrikation. Nach seinem Tod teilten seine Söhne das Geschäft unter sich auf: Die Bandweberei in Schönenwerd übernahmen Peter (1809–1855) und Alexander (1817–1872), die Säckinger Filiale Jean (1812–1889) und Theodor (1818–1892), Elastikweberei und Hosenträgerfabrik gingen an Carl Franz (1821–1899) und Fritz Bally (1823–1878).
Carl Franz Bally baute die Elastikweberei und die 1851 von ihm gegründete Schuhfabrikation in wenigen Jahrzehnten zum Grossbetrieb aus. Seine Söhne Eduard (1847–1926) und Arthur Bally (1849–1912) machten die Firma Bally zum grössten Unternehmen der Schuhbranche in Europa. Für die Stammarbeiter bauten sie eine innerbetriebliche Sozialfürsorge auf, die seinerzeit als vorbildlich galt. Hingegen bekämpften sie die Bildung von Gewerkschaften «mit allen Mitteln». Ab 1830 engagierten sich die Brüder auch in der Politik. Eduard Bally vereinte 1887 Eduard die Schuhfabrikanten im «Verband schweizerischer Schuhindustrieller». Sein Bruder förderte das kantonale Lungensanatorium Allerheiligenberg. Peter Heim spricht vom «Königreich Bally», in dem die Unternehmer bis zum Zweiten Weltkrieg in den Parlamenten von Kanton sowie Eidgenossenschaft sassen und ihre Angestellten die kommunalen Gremien im Umkreis von Schönenwerd kontrollierten.
Eduards Söhne Iwan (1876–1965) und Ernst Bally (1879–1960) sowie Arthurs Sohn Max Bally (1880–1976) führten als Angehörige der fünften Generation das «Schuhimperium» zu seiner grössten Ausdehnung. Ende der 1960er Jahre setzte mit der «Ära der Schwiegersöhne» der Niedergang der Firma Bally ein. Die Investmentgesellschaft Texas Pacific Group (TPG) erwarb 1999 die Schuhfabriken Bally, schloss den Betrieb in Schönenwerd und verlegte Firmensitz und Produktion ins Ausland.
Neben den Fabrikbauten und Wohnhäusern des Bally-Areals mit dem Bally-Park sind in Schönenwerd Familiengräber auf dem Friedhof erhalten. Weitere Zeugnisse sind das Gebäude des ehemaligen «Museums Bally-Prior» und die Sammlung Industriekultur «Ballyana» in der Halle der «Bally Band».

## Weitere Familienmitglieder

### Schönenwerder Bally
- Fritz Bally (1823–1878), siehe oben
  - Eugen Bally (1850–1933), Unternehmer
    - Walter Bally (1882–1959), Botaniker

- Gustav Bally (1827–1913), siehe oben
  - Oscar Bally (1864–1938), Chemiker (Bally-Scholl-Reaktion) und Unternehmensgründer (Haco)
    - Gustav Bally (1893–1966), Psychotherapeut
    - Peter René Oscar Bally (1895–1980), Botaniker

- Alex Bally (* 1936), Jazzmusiker

### Säckinger Bally
- Jean Bally (1812–1889), siehe oben
  - Otto Bally (1839–1908), Unternehmer und Heimatforscher
    - Rudolf Franz Ulrich Bally (1882–1962)
      - Ilse Bally (1914–2007), Schauspielerin